# Фландру (Јужна Дакота)
Фландру (енгл. Flandreau) град је у америчкој савезној држави Јужна Дакота.

## Демографија
По попису из 2010. године број становника је 2.341, што је 35 (-1,5%) становника мање него 2000. године.
| Група             | 2000.         | 2010.         |
| Белци             | 1.666 (70,1%) | 1.488 (63,6%) |
| Афроамериканци    | 11 (0,5%)     | 11 (0,5%)     |
| Азијати           | 29 (1,2%)     | 53 (2,3%)     |
| Хиспаноамериканци | 25 (1,1%)     | 83 (3,5%)     |
| Укупно            | 2.376         | 2.341         |